# 揭东区
23°34′7″N 116°24′54″E / 23.56861°N 116.41500°E
揭东区是中国广东省揭阳市下辖的一个区。地处汕头、潮州、揭阳及梅州四市的中心地带，东接汕头市区和潮州市潮安区，西连揭阳市榕城区，北与梅州市丰顺县接壤。北回歸線穿過本區。區人民政府駐曲溪街道金溪大道331號。

## 行政区划
揭东区下辖2个街道办事处、11个镇：
曲溪街道、磐东街道、云路镇、玉滘镇、霖磐镇、月城镇、白塔镇、龙尾镇、桂岭镇、锡场镇、新亨镇、玉湖镇、埔田镇、东径茶场、坪上农场和卅岭农场。

## 人口
根據第七次全国人口普查數據，截至2020年11月1日零時，揭東區常住人口為931719人。

## 历史
1991年，析揭阳县部分乡镇置揭东县。因在揭阳之东而得名。
2012年12月，撤销揭东县，设立揭阳市揭东区，揭东县地都、台、登岗三镇划入榕城区，榕城区磐东街道划入揭东区。

## 交通
- 汕昆高速、 潮惠高速、 206国道、 539国道过境。
- 梅汕高铁：揭阳站

## 风景名胜
- 黃岐山森林公園：位於揭東區，是揭陽市內最大的自然生態公園
- 龍潭古鎮：是個保存完好的古老村落
- 客家圍龍屋
- 广安寺
- 九军将军府
- 罗山伯公

## 語言
主要說的語言是閩語潮州话、北部地区有少部分客家语分布。

## 特产
吴厝淮山：中国地理标志产品。